# 推しが武道館いってくれたら死ぬ
『推しが武道館いってくれたら死ぬ』（おしがぶどうかんいってくれたらしぬ）は、平尾アウリによる日本の漫画作品。略称は『推し武道』。『月刊COMICリュウ』（徳間書店）にて、2015年8月号より連載中。岡山県岡山市を拠点として活躍するとある女性地下アイドルグループと、彼女らを応援するファン（アイドルオタク）たちの様子を描いたコメディ作品。
2017年には「このマンガがすごい!2017」オトコ編第12位、第3回「次にくるマンガ大賞」コミックス部門第11位にランクインした。2024年1月時点で累計発行部数は250万部を突破。
2020年1月にテレビアニメ化され、その時に付けられたキャッチコピーは、「君のために生きている」。 2022年10月にテレビドラマ化され、2023年5月には劇場版が公開された。

## あらすじ
フリーターのえりは、岡山県で活動しているれお、空音、眞妃、ゆめ莉、優佳、文、舞菜からなる7人組の地下アイドルグループ「ChamJam」の人気最下位メンバー舞菜の熱狂的ファンで、自他ともに認める舞菜トップオタ。そんなえりに対して舞菜も好意を抱いているのだが、押しが強すぎるえりと不器用な舞菜の間では上手く会話が成立せず、結果として塩対応だと勘違いされている状態が続いていた。お互いに想い合っているのにすれ違い続けるえりと舞菜の様子を軸に、ChamJamに加入する前かられおを応援していたくまさ、ファンになったのは最近ではあるものの空音に対して本気で恋をしている基など、様々なアイドルとファンの様子が描かれる。

## 登場人物
声は特記ない限りテレビアニメの声優

### 主人公
えり / えりぴよ 
声 - ファイルーズあい / 早見沙織（月刊COMICリュウCM）
20歳 / 身長 - 162センチメートル / 出身地 - 岡山県岡山市 / 誕生日 - 5月1日 / 血液型 - A型
本作の主人公。パン工場でアルバイトをしているフリーターの女性。ある日、市井舞菜からチラシをもらってChamJamの野外ライブを観たことがきっかけで熱狂的な舞菜オタとなり、収入のほぼ全てを舞菜のファン活動に充てるようになる。
「自分の人生には舞菜の1分1秒が必要」「舞菜にはもっとファンが増えるべき」「舞菜が武道館いってくれたら死んでもいい」と豪語し、実質1人で推し支えている舞菜トップオタだが、その熱狂的すぎるファン活動が逆に周囲の人間を引かせてしまい、舞菜にファンが定着しないという本末転倒な事態を招いている。
一方で、基の妹・玲奈が舞菜のファンであること（「玲奈」の項参照）が判明したときには、やっと舞菜のよさを分かってくれる人物が現れたとたいそう喜んだが、握手会で玲奈には自分からにこやかに話しかける舞菜を見て「私以外に笑いかける舞菜を見るの いやだ」と複雑な心境を独白する。
TPOを問わず、常に高校時代の赤い指定ジャージ姿で活動しているが、これはファン活動費を工面するために私服を全て売り払ったため。
手先は不器用で、メッセージカードなどを可愛くデコレーションするセンスは壊滅的に無い。また料理もできないが、パンづくりの才能だけは卓越している。
ステージ上の舞菜に興奮して鼻血を噴出させて倒れたり、人気投票に向けて舞菜に「積みたい」がためにバイトを掛け持ちし、その疲れからフラフラになり川に落ちることもしばしばである。自動車に跳ね飛ばされて足を骨折するという不運に見舞われることもあった。

### ChamJam
岡山県で活動している7人組の地下アイドルグループ。メンバーに具体的なモデルはいないが、顔に関してはれおは前田憂佳（元スマイレージ）、眞妃はモデルの池田美優、優佳は飯窪春菜（元モーニング娘。）、ゆめ莉は長谷川愛里（元乙女新党）、舞菜は女優の伊藤沙莉を意識して描いていると作者の平尾がインタビューで公言している。
市井 舞菜（いちい まいな）
声 - 立花日菜
17歳 / 身長 - 152センチメートル / 出身地 - 岡山県倉敷市 / 誕生日 - 1月18日 / 血液型 - A型 / メンバーカラー -    サーモンピンク
えりが熱狂的なまでに応援しているいわゆる「推し」。高校生。ファンはグループ内で最も少ないが、原因の一端はえりの精力的すぎるファン活動にある。内気で人見知りな性格。趣味は散歩。好きな食べ物はパンで、メンバーカラーとしてあてがわれているサーモン＝鮭は好きでも嫌いでもない。
えりに対しては塩対応になっていることが多いが、実際にはえりのことを嫌っているということは全くなく、むしろ好意を抱いており、親しくなりたいと思っている。と同時にアイドルであるために自分の気持ちは抑制しなければならないと考えているため、えりとの接し方にしばしば悩んでいる。
れおの卒業時には、れおに次ぐ人気となっており、れおからの希望もあって、空音と共に前列・ダブルセンターとなっている。
五十嵐 れお（いがらし れお）
声 - 本渡楓
22歳 / 身長 - 156センチメートル / 出身地 - 岡山県勝田郡 / 誕生日 - 10月25日 / 血液型 - AB型 / メンバーカラー -    ピンク
ChamJamの最年長でリーダー。ツインテールがトレードマーク。以前は別のアイドルグループで活動していたが、突然の解散により行方知れずとなり、現在の事務所に所属してChamJam結成の際の主柱となる。キャリアが長いこともあり、アイドルとしての実力・人気ともに高いにもかかわらず、いたって謙虚な性格で大変な努力家でもある。また、自分では自分の容姿をあまり良くないと思っている（空音いわく「無自覚美少女」）。
ChamJamのメンバーを大切に想っており、彼女らを精神的に支えて導く存在でもある。趣味はくまグッズ集め。
25歳の生誕祭を迎えてから半年後の4月30日の卒業公演をもってChamJamから卒業となっている。
松山 空音（まつやま そらね）
声 - 長谷川育美
18歳 / 身長 - 157センチメートル / 出身地 - 岡山県岡山市 / 誕生日 - 2月13日 / 血液型 - A型 / メンバーカラー -    ブルー
高校生。趣味はテニスで部活にも所属している。ファンを大切にしており、ファンレターをくれた基には一目で気づいた。そのため人気も高く、1巻時点でいわゆる前列組で、れお・眞妃と共にトップ3に入っていた。アイドルになったのは、野外ライブ中のれおを見て興味を抱き、叔母（声 - 仲村かおり）が応募したのがきっかけ。そのため、れおに対し「理想のアイドル」として尊敬の念を抱いている。テニス部のチャラいというイメージなどもあり、一時は彼氏がいるのではないかと噂になり人気が落ちたが、これは人違いによるデマであった。よくエゴサーチをするが何かと誤魔化している。
れおの卒業後には、れおからの希望もあり、舞菜と共に前列・ダブルセンターとなっている。
伯方 眞妃（はかた まき）
声 - 榎吉麻弥
19歳 / 身長 - 160センチメートル / 出身地 - 香川県高松市 / 誕生日 - 6月2日 / 血液型 - O型 / メンバーカラー -    イエロー
セクシー担当でEカップ。メンバーで最も仲が良いのはゆめ莉というのは衆知だが、それ以上に非常に親密な関係であることが窺える。曰く「ゆめがどこにいたってわかる」。従姉妹に香川でアイドルをしている夏未がいる。
水守 ゆめ莉（みずもり ゆめり）
声 - 石原夏織
18歳 / 身長 - 155センチメートル / 出身地 - 神奈川県横須賀市/ 誕生日 - 12月30日 / 血液型 - A型 / メンバーカラー -    パープル
おっとりした性格だが、歌やダンスの実力は高い。眞妃と非常に親密である。人気投票の際には積極的に前列や人気上位になりたいとは考えず、むしろ眞妃の順位を気にしていたが、彼女の取り組みや計らいにより、ファンのために努力することを決意する。
本名は久賀 夢（くが ゆめ）で、知り合いや学校の友達にアイドルをやっていることを知られるのが恥ずかしいという理由で芸名を使っていたが、途中で本名に戻ることをライブ中に宣言している。
寺本 優佳（てらもと ゆうか）
声 - 和多田美咲
16歳 / 身長 - 156センチメートル / 出身地 - 岡山県玉野市 / 誕生日 - 8月5日 / 血液型 - AB型 / メンバーカラー -    ホワイト
底抜けに明るい性格で、底抜けに記憶力が悪い。しかしダンスなどは得意。メンバーでは最年少。空気が読めないタイプだが、その裏表のなさから一定の人気を持ち、人気投票では3位になった。趣味はソーシャルゲーム。
横田 文（よこた あや）
声 - 伊藤麻菜美
18歳 / 身長 - 147センチメートル / 出身地 - 岡山県新見市 / 誕生日 - 7月21日 / 血液型 - B型 / メンバーカラー -    グリーン
愛称は「あーや」。妹キャラでロリ枠と言われるように、年齢の割に小さくて幼い雰囲気を持つ。趣味はアニメ鑑賞。好きな食べ物は大葉。メンバー内では優佳と仲が良い。
自ら応募してアイドルになっただけあり、上昇志向が強く、常にセンターを目指して努力している。それだけに自身の人気順位の低さが悩みであり、前列組であった空音に対しては一時期、冷淡な態度を取っていた。また同じく前列組であるれおのことはライバル視していると同時に尊敬の念も抱いており、内心では敵わないと感じている。そのため元々はれおと同じだった髪型（ツインテール）を、れおと被らないように位置を低く変えている。
努力家だけありダンスの技量は高い。オフはメイド喫茶でアルバイトをしており、そこにはしばしばえりとくまさが訪れている。

### アイドルファン
くまさ
声 - 前野智昭
30代半ばの太り気味で眼鏡を着用した男性。元は会社員だったが、ファン活動に時間を割くために現在はフリーターをしている。
ChamJamの野外ライブを見ていたえりに声をかけ、アイドルファンになるきっかけを作った人物。れおのことをChamJam結成前から応援しているれおトップオタで、れおの生誕祭の委員なども務める。
かつて推し（れお）が所属していたグループが突如解散してしまったという経験をもつことから、「いつが最後の生誕になるかわからない」等の考えを持ち、常に全力でれおを応援している。その人柄、れおオタとしての在り方ゆえ、えりぴよを始めとするChamJamオタたちから一目置かれる存在である。
なお、作者はインタビューでくまさのことを「アイドルオタクの考える最高の良オタ」として描いている旨を語っている。
基 悠希（もとい ゆうき）
声 - 山谷祥生
20代前半の男性。塾でアルバイトをしている。空音推しの新参に分類されるファンだが、トップオタのえりやくまさと交友を持つ。推しとの交際や結婚を真剣に夢見ている「リア恋勢」と呼ばれるタイプのファン。体が弱いらしく、初詣では自分の健康祈願していた。
基 玲奈（もとい れな）
声 - 市ノ瀬加那
基の妹。原作第6話から登場。高校3年生→大学生。空音に顔立ちが似ている美少女。基と一緒に行った岡山ガールズフェスタで舞菜を観てファンになった。初登場時からしばらくは受験生であったため、ChamJamのライブなどにはあまり足を運べなかったが、えりぴよ以外のファンとして、舞菜にとても喜ばれている。

### その他の人物
咲子（さきこ）
声 - 久川綾
えりぴよの母。
村井 夏未（むらい なつみ）
香川のアイドル「ステライツ」のメンバー。高松市出身。眞妃の従姉妹であり、彼女に執着している。
メイ
声 - 久保ユリカ
広島の地下アイドル「めいぷる♡どーる」のセンター。れおが以前所属していたアイドルグループの元メンバーでもある。
美結（みゆう）
声 - 藤原夏海
えりが働いているパン工場の同僚。当初はオタク活動について否定的であったが、ふとしたことからアニメのキャラクター・冬太朗（声 - 斉藤壮馬）にハマり、オタクとなる。
吉川、三崎、室田
声 - 中村悠一、佐藤聡美、伊藤静　
ChamJam運営事務所のスタッフ。

## 書誌情報
- 平尾アウリ『推しが武道館いってくれたら死ぬ』 徳間書店（発行）〈リュウコミックス〉、既刊11巻（2024年12月13日現在）
  1. 2016年2月13日発売[22]、ISBN 978-4-19-950491-4
  2. 2016年9月13日発売[23]、ISBN 978-4-19-950527-0
  3. 2017年6月13日発売[24]、ISBN 978-4-19-950570-6
  4. 2018年5月11日発売[25]、ISBN 978-4-19-950622-2
  5. 2018年12月13日発売[26]、ISBN 978-4-19-950658-1
  6. 2019年10月12日発売[27]、ISBN 978-4-19-950689-5
  7. 2020年12月11日発売[28]、ISBN 978-4-19-950725-0
  8. 2021年12月13日発売[29]、ISBN 978-4-19-950761-8
  9. 2022年9月13日発売[30]、ISBN 978-4-19-950789-2
  10. 2024年1月13日発売[4]、ISBN 978-4-19-950841-7
  11. 2024年12月13日発売[31]、ISBN 978-4-19-950887-5

## テレビアニメ
| 原作                         | 平尾アウリ                                |
| 監督                         | 山本裕介                                  |
| シリーズ構成                 | 赤尾でこ                                  |
| キャラクターデザイン         | 下谷智之、米澤優                          |
| サブキャラクターデザイン     | 西畑あゆみ                                |
| CGディレクター               | 生原雄次                                  |
| 色彩設計                     | 藤木由香里                                |
| 美術監督                     | 益田健太                                  |
| 美術設定                     | 藤瀬智康                                  |
| 撮影監督                     | 浅村徹                                    |
| CGディレクター               | 生原雄次                                  |
| 編集                         | 内田恵                                    |
| 音響監督                     | 明田川仁                                  |
| 音響効果                     | 上野励                                    |
| 音楽                         | 日向萌                                    |
| 音楽プロデューサー           | 寺田悠輔 横尾勇亮（キャラソン）           |
| プロデューサー               | 京谷知美、寺田悠輔 岩中亜梨沙、長谷川嘉範 |
| アニメーションプロデューサー | 松尾陽子、大友寿也                        |
| アニメーション制作           | エイトビット                              |
| 製作協力                     | ポニーキャニオン 徳間書店、ムービック     |
| 製作                         | 推し武道製作委員会、TBS                   |

2020年1月から同年3月までTBSテレビ『アニメリコ』枠ほかにて放送された。

### 制作（テレビアニメ）

#### スタッフィング
『月刊COMICリュウ』2018年7月号にてアニメ化することが発表された。
監督には山本裕介、アニメーション制作にはエイトビットが起用されるなど、TVアニメ『ヤマノススメ』シリーズのスタッフが多数起用されている。山本にはエイトビット社長の葛西励から監督へのオファーが来ている。山本は以前にも別の原作でアイドルを取り扱う作品のオファーが来たが、その時には自身にアイドル作品への適性がないと考えていたため断っていた。しかし、本作はアイドルだけではなくオタクもメインにしており、地下アイドルを扱う点やコメディ要素があるなどアイドル作品の中でも異色の内容であったため依頼を引き受けた。
キャラクターデザインに下谷智之が起用されたのは端正な絵が描け、絶対に下品にならない絵を描けるため。本作の内容でデザインを下品な方向にしたら目指すべき作品から大きく脱線する可能性があったため、端正なデザインが描ける下谷が起用された。

#### シナリオ・演出
原作者の平尾アウリは初期段階の打ち合わせから参加しており、担当編集を通してのシナリオ監修や、アフレコにもほぼ毎回参加している。また、アイドルのコスチュームデザインやキャラクターの私服などは平尾のイメージを最優先にしており、第1話冒頭のえりぴよの私服は当初、原作に忠実な色設定をしていたが、平尾の方から「この頃のえりぴよはもっと派手でパンクな感じ」と別の色を提案され、採用されている。
山本は演出面で、えりぴよのギャグに見えつつも推しに対する真剣な思いを強調するようにしており、ギャグではあるけれどエモーショナルな方向にもドラマが振れる原作の魅力を表現できるように心がけている。また、えりぴよの過激な言動や行動が視聴者に嫌われないように気を付けている。原作の雰囲気をアニメーションでも守るため、山本を中心に映像演出からアフレコ、編集に至るまで丁寧な制作が心掛けられた。
山本は本作の制作にあたり実際の劇場（ライブハウス）や地下アイドル、周辺のオタクについて取材をしている。だが、あまりにも深いところまで描いて生々しいドラマにしてしまわないように、リアルな見せ方を目指しつつオタクと地下アイドルの理想的な関係性をある種のファンタジーとして描き、双方のバランスを大事にして描いている。また、取材の際に自身の素性はなるべく明かさずにライブや握手会などのイベントに参加し、それで得た雰囲気を作品に取り入れている。

#### ライブシーン
作中のアイドル「ChamJam」のライブシーンに関しては近年のアイドル作品で主流となりつつある3DCGでは描かずに、手描きの作画で表現している。その際の参考映像として、実際のステージでChamJamに見立てた7人のアイドルやダンサーによる踊りを収録し、その映像を参考に作画する手法を取り入れている。集められた7人はChamJamメンバーの実際の身長比に近いアイドルやダンサーが集められ、髪型やルックス、ダンスの技量も含めてキャスティングされている。例としてダンスが上手い設定である水守ゆめ莉のダンス担当は実際にダンスの技量が高いダンサーが起用された。ダンスシーン以外の様子も含め、この収録で得た参考資料や雰囲気はライブシーン以外でも生かされている。

#### 音楽・楽曲
作中の音楽・楽曲関連はポニーキャニオンが担当しており、本作のプロデューサーである寺田悠輔が音楽プロデューサーとして劇伴をメインに担当し、横尾勇亮がキャラクターソングプロデューサーとして劇中歌を担当している。
劇伴では通常の楽曲制作の方法とは別に第3話など一部のシーンにて映像に合わせて音楽を制作するフィルムスコアリングという手法が採用されている。
作中アイドル「ChamJam」が歌う挿入歌に関しては原作者の平尾から「ローカル感を大切に」という希望が出されたため、アニメらしさとローカルアイドルらしさのバランスを探りながらの楽曲制作となった。ChamJamの曲は劇中歌「ずっと ChamJam」から制作が開始された。平尾から曲のイメージと参考曲が提供され、それをベースに寺田と横尾が第1話劇中歌の楽曲コンペを実施。複数の楽曲の中から作詞協力も務めた平尾やアニメスタッフの確認も得たうえで、原作漫画の歌詞やコールが再現されたヒザシ作詞・作曲の「ずっと ChamJam」が採用された。本楽曲をベースに雰囲気の違う曲が2曲制作され、劇中歌3曲を制作した後にオープニング制作が始まった。なお、劇中歌の1曲である「Fall in Love」はアニメ内ではほぼ使われておらず、
第1話で使用された（えりぴよが鼻血を出してロビーで寝ているときに劇場内から漏れ聞こえてくる）のみで、ChamJamが披露しているシーンもなかったため振り付けもなかったが、ドラマ版では使用された 。
オープニングテーマの「Clover wish」は劇中歌と異なり、今より力をつけていて、もしかしたら武道館にいけるぐらいになっているかもしれない「未来のChamJam」をイメージして制作。曲調として「ChamJamらしい可愛らしさを残しつつも洗練された感じ」というイメージを表現するため作詞・作曲に渡辺翔が起用された。
エンディングテーマは松浦亜弥の「♡桃色片想い♡」をえりぴよ役のファイルーズあいがキャラクター名義でカバーしている。本作はオタクを主人公とした物語であるため、えりぴよが歌唱を担当することは早期の段階から決められていた。当初はオタクの心の叫びを表現するロックな曲になる予定であったが、脚本制作が進むにつれて本編に直結する主題歌として、しっとりとした曲調が物語に合うという判断になった。また、本作を「人を応援するドラマ」としてみせるために「既存の恋愛ソングをカバーして、そこに推しを想うオタクの感情を重ねる」というコンセプトが決まった。また、カバー曲を起用することで、オタク以外の人にも「推しを想う」感情を伝えるという狙いもあった。これらのコンセプトに当てはまる楽曲として「♡桃色片想い♡」が選ばれた。また、舞菜のメンカラーがサーモンピンクであることから「鮭桃色片想い」として解釈できる点、作中の舞台が岡山であり桃とも重なりそうな点など、作品要素と重なりそうなところが多かった点も起用の理由となっている。歌詞もえりぴよが舞菜を想う気持ちと舞菜がえりぴよを想う気持ちに、双方から解釈できる。この曲のCDジャケットに描かれたえりぴよは、舞菜に出会って片想いに落ちた瞬間のえりぴよが描かれており、曲自体もこのときの心情で歌われている。

### 主題歌（テレビアニメ）
「Clover wish」
劇中アイドルグループ「ChamJam」が歌うオープニングテーマ。作詞・作曲は渡辺翔、編曲は倉内達矢。
「♡桃色片想い♡」
主人公のえりぴよ（ファイルーズあい）が歌うエンディングテーマ。2002年の松浦亜弥のシングルのカバーであり、作詞・作曲はつんく、編曲は佐高陵平。
最終回はえりぴよと舞菜（立花日菜）のデュエットとなった。
「ずっと ChamJam」
ChamJamが歌う劇中歌。作詞・作曲はヒザシ、作詞協力は平尾アウリ、編曲はFunta7。
「ほっと♡サマーホリデー」
ChamJamが歌う劇中歌。作詞はMIZUE、作曲はすみだしんや、編曲はFunta7。
「Fall in Love」
ChamJamが歌う劇中歌。作詞はFunta3、作曲・編曲はFunta7。
「ぎゅっとHUGみ〜」
☆MELTY☆が歌う第6話劇中歌。作詞・作曲・編曲は篠原花奈。
「私たちが武道館にいったら」
ChamJamが歌う第12話劇中歌。作詞は新田目翔、作曲・編曲は日向萌。
「wonder☆motion」
メイ（久保ユリカ）、瑠璃（山根綺）、ひなか（陶山恵実里）の3名による劇中アイドルグループ「めいぷる♡どーる」が歌う第12話劇中歌。作詞はyuiko、作曲・編曲は石倉誉之。

### 各話リスト（テレビアニメ）
| 話数      | サブタイトル                   | 脚本           | 絵コンテ          | 演出     | 作画監督                                                                           | 総作画監督          | 放送日         |
| --------- | ------------------------------ | -------------- | ----------------- | -------- | ---------------------------------------------------------------------------------- | ------------------- | -------------- |
| Episode1  | そんな舞菜を愛してる           | 赤尾でこ       | 山本裕介          | 山本裕介 | 西畑あゆみ 小倉典子 石田可奈 佐藤祐子                                              | 西畑あゆみ          | 2020年 1月10日 |
| Episode2  | いちばん好きでいたい           | 赤尾でこ       | 大脊戸聡          | 大脊戸聡 | 福永智子 吉田龍一郎 吉田和香子 二宮奈那子 森悦史                                   | 中野圭哉            | 1月17日        |
| Episode3  | わたしのこと好きですか？       | 赤尾でこ       | 望月智充          | 北村将   | みやち                                                                             | 福永智子            | 1月24日        |
| Episode4  | 絶対、1位にするから            | あおしまたかし | 誌村宏明          | 登坂晋   | 伊藤智子 吉田龍一郎 和田伸一 清水博幸 中島美子                                     | 西畑あゆみ          | 1月31日        |
| Episode5  | わたしは待つことしかできない   | 藤尾いなほ     | 長井春樹          | 中山敦史 | 藤田正幸 村長由紀 二宮奈那子 門智昭 早川麻美 塚本歩 服部憲知                       | 高田晃              | 2月7日         |
| Episode6  | 僕の全てが君だった             | 赤尾でこ       | 望月智充          | 加藤峻一 | 村上直紀 森本由布希                                                                | 森本由布希          | 2月14日        |
| Episode7  | 舞菜のために走るんだ           | 藤尾いなほ     | 山本裕介          | 北村将   | 門智昭 藤田正幸 丸山匡彦 小倉典子 早川麻美                                         | 高田晃              | 2月21日        |
| Episode8  | わたしの未来にいてほしい       | 赤尾でこ       | 望月智充          | 深瀬重   | 萩原省智 徳田拓也 清水拓磨 櫻井拓郎 臼田美夫 ホワイトライン 麦冬映画               | 中野圭哉            | 2月28日        |
| Episode9  | オタクじゃなく一人の人間として | あおしまたかし | 誌村宏明 望月智充 | 宮澤良太 | STUDIO MASSKET 劉雲留 塚本歩 関口雅浩 入江篤 菊地康仁                              | 福永智子 早川麻美   | 3月6日         |
| Episode10 | 推しは友達じゃないから         | あおしまたかし | 誌村宏明          | 北村将   | みやち 関口雅浩 紺野美喜 黒川あゆみ 斉藤和也 伊集院健                              | 川妻智美 本間助形   | 3月13日        |
| Episode11 | いちばん、身近にある奇跡       | 赤尾でこ       | 山本裕介          | 加藤顕   | 萩原省智 徳田拓也 清水拓磨 櫻井拓郎 Zearth Sato White Line KU JA CHEON             | 福永智子 西畑あゆみ | 3月20日        |
| Episode12 | 推しが武道館いってくれたら     | 赤尾でこ       | 大脊戸聡          | 大脊戸聡 | 下谷智之 川妻智美 シノミン 丸山匡彦 後藤麻梨子 塚本歩 佐藤弘明 黒川あゆみ 佐藤孝彦 | 中野圭哉 下谷智之   | 3月27日        |

### 放送局（テレビアニメ）
| 放送期間                | 放送時間                     | 放送局         | 対象地域       | 備考                                         |
| ----------------------- | ---------------------------- | -------------- | -------------- | -------------------------------------------- |
| 2020年1月10日 - 3月27日 | 金曜 1:28 - 1:58（木曜深夜） | TBSテレビ      | 関東広域圏     | 製作局 / 字幕放送 / 『アニメリコ』第1部      |
| 2020年1月12日 - 3月29日 | 日曜 2:00 - 2:30（土曜深夜） | BS-TBS         | 日本全域       | BS/BS4K放送                                  |
| 2020年1月20日 - 4月6日  | 月曜 1:00 - 1:30（日曜深夜） | TBSチャンネル1 | 日本全域       | CS放送 / リピート放送あり                    |
| 2020年4月17日 - 7月3日  | 金曜 1:55 - 2:25（木曜深夜） | RSK山陽放送    | 岡山県・香川県 | 字幕放送 / 作品の舞台地・岡山県のTBS系列局。 |

| TBSテレビ アニメリコ 第1部    | TBSテレビ アニメリコ 第1部     | TBSテレビ アニメリコ 第1部              |
| 前番組                        | 番組名                         | 次番組                                  |
| ----------------------------- | ------------------------------ | --------------------------------------- |
| ノー・ガンズ・ライフ（第1期） | 推しが武道館いってくれたら死ぬ | ノー・ガンズ・ライフ（第1期）（再放送） |

### BD / DVD（テレビアニメ）
| 巻  | 発売日        | 収録話          | 規格品番   |
| BD  | BD            | BD              | BD         |
| --- | ------------- | --------------- | ---------- |
| 1   | 2020年3月18日 | 第1話 - 第6話   | PCXP-50741 |
| 2   | 2020年4月15日 | 第7話 - 第12話  | PCXP-50742 |
| DVD |               |                 |            |
| 1   | 2020年3月18日 | 第1話 - 第2話   | PCBP-54241 |
| 2   | 2020年3月18日 | 第3話 - 第4話   | PCBP-54242 |
| 3   | 2020年4月15日 | 第5話 - 第6話   | PCBP-54243 |
| 4   | 2020年4月15日 | 第7話 - 第8話   | PCBP-54244 |
| 5   | 2020年5月20日 | 第9話 - 第10話  | PCBP-54245 |
| 6   | 2020年5月20日 | 第11話 - 第12話 | PCBP-54246 |

## テレビドラマ
2022年10月9日から12月26日まで、朝日放送テレビ（ABC）の「ドラマL」枠にて放送された。主演は松村沙友理。
作品の舞台が岡山県であることから、岡山県でのロケが行われている。

### キャスト（テレビドラマ）
- えりぴよ - 松村沙友理 [6]

#### ChamJam（テレビドラマ）
- 市井舞菜 - 伊礼姫奈[44]
- 五十嵐れお - 中村里帆[44]
- 横田文 - 和田美羽[44]
- 松山空音 - MOMO（@onefive）[44]
- 伯方眞妃 - KANO（@onefive）[44]
- 水守ゆめ莉 - SOYO（@onefive）[44]
- 寺本優佳 - GUMI（@onefive）[44]

#### ChamJamのファン
- くまさ（れお推し） - ジャンボたかお（レインボー）[45]
- 基（空音推し） - 豊田裕大[46]
- 玲奈（舞菜推し） - 片田陽依[47]
- 伊藤（眞妃推し） - 末吉9太郎（CUBERS）[47]
- ふみくん（優佳推し） - 岩永ひひお[47]
- 白井（文推し） - 村田優斗（世界クジラ）[47]
- 田中（れお推し） - 赤松新
- 近藤（ゆめ莉推し） - 森山祥伍
- 相馬（空音推し） - 影山徹

#### ChamJamの運営
- 吉川（運営スタッフ） - 立石ケン[48]
- 三崎（運営スタッフ） - 吹越ともみ[49]
- 室田（運営スタッフ） - 村田寛奈[50]

#### めいぷる♡どーる（テレビドラマ）
- メイ - 喜多乃愛[51][52]
- 瑠璃 - 速瀬愛[51][53]
- ひなか - 根岸可蓮[51][54]

#### えりぴよの関係者
- 咲子（えりぴよの母） - 西山繭子[47]
- 美結（えりぴよのバイト仲間） - あかせあかり[55]

#### その他（テレビドラマ）
- 洋服店の店員 - 綿谷みずき[56]（第7話）
- ヨシムネ（めいぷる♡どーるのメイ推し） - 池田直人（レインボー）[51]（第8話）
- 斎藤康之（KSBアナウンサー）[57]（第9話）
- 赤木由布子（KSBアナウンサー）[57]（第9話）
- 「岡山アイドルフェス」の参加者 - 瀬良美夢（Sha☆in[注 2]）[58]､ 姫咲花梨（Sha☆in）､芽叶あかね（Sha☆in）[59]（第8話 - 最終話）

### スタッフ（テレビドラマ）
- 原作 - 平尾アウリ『推しが武道館いってくれたら死ぬ』（徳間書店『COMICリュウWEB』連載）
- 企画・プロデュース - 清水一幸
- 脚本 - 本山久美子
- 音楽 - 日向萌
- 主題歌 - @onefive「未来図」（avex trax）[60]
- 劇中歌
  - ChamJam「ずっとChamJam」（ポニーキャニオン）[61][注 3]
  - ChamJam「Fall in Love」（ポニーキャニオン）[注 3]
  - めいぷる♡どーる「＠スイーティー」（ポニーキャニオン）[注 4]
- 音楽制作 - ポニーキャニオン
- 振付 - 沢口かなみ
- 撮影協力 - 岡山県フィルムコミッション協議会、岡山市、岡山電気軌道、岡山上ノ町商業協同組合、協同組合中之町商店会、有限会社フェアリー・Sha☆in・NCJMUSIC・岡山スマイルホール
- 制作協力 - The icon
- プロデューサー - 辻知奈美、矢ノ口真実（The icon）、高石明彦（The icon）
- 監督 - 大谷健太郎、北川瞳、高石明彦
- 制作著作 - 「推しが武道館いってくれたら死ぬ」製作委員会、朝日放送テレビ

### 主なロケ地
- 岡山表町商店街[43]
- 岡山電気軌道[43]

### 原作からの主な変更点
- えりぴよと舞菜の初めての出会いは、原作では桜まつりの時だが、ドラマでは七夕まつりの時に変更されている[62]。
- 原作では、えりぴよの短冊はスタッフの室田が事務所の窓からほぼ包みのままで外に落としてしまい、その後回収する場面も描かれていないが、ドラマではスタッフの吉川が扇風機の風で外に舞い散らせてすぐに拾い集めたのに、なぜかスタッフが忘れており、後日れおがスタッフに確認して初めて舞菜に手渡される場面が描かれている[62]。
- えりぴよのバイト先が、原作では製パン会社のパン工場だが、ドラマでは路面店のパン屋に変更されている[63]。
- えりぴよが足を負傷する原因が、原作では車に衝突したことから、ドラマではフードデリバリーのバイト中に山道から転がってきた巨大な桃のオブジェと衝突したことに変更されている[64]。

### 各話リスト（テレビドラマ）
※ 放送日は制作局・朝日放送テレビ基準。
| 話数       | 放送日   | サブタイトル                                                 | 監督       |
| ---------- | -------- | ------------------------------------------------------------ | ---------- |
| episode 01 | 10月09日 | 松村沙友理が鼻血ブーするアイドルオタクに!? 青春コメディ開幕! | 大谷健太郎 |
| episode 02 | 10月16日 | オタクの名誉!固定レス!!                                      | 大谷健太郎 |
| episode 03 | 10月24日 | 唯一の舞菜オタ・えりぴよにライバル現る!?                     | 北川瞳     |
| episode 04 | 10月30日 | 「あの約束、覚えてる?」不動のセンター・れおの過去…           | 北川瞳     |
| episode 05 | 11月13日 | えりぴよ、まさかの“推し変”!?                                 | 高石明彦   |
| episode 06 | 11月20日 | 舞菜が生きていることが、私へのファンサだから                 | 高石明彦   |
| episode 07 | 12月04日 | えりぴよと舞菜、すれ違う想い…♡                               | 高石明彦   |
| episode 08 | 12月12日 | 「”カケモ”してたの?」 ライバル登場でChamJam分裂!?            | 高石明彦   |
| episode 09 | 12月18日 | 念願のフェス目前! 揺れ動くそれぞれの想い                     | 北川瞳     |
| episode 10 | 12月26日 | 「沢山のアイドルの中で舞菜ちゃんと出会えたことは奇跡だ」     | 北川瞳     |

- 第3話は『SMBC日本シリーズ2022 第2戦 ヤクルト×オリックス』の延長および、『サンデーステーション』の放送時間繰り下げ・拡大のため、1時間40分繰り下げて放送（翌1:35 - 2:05）。
- 11月6日は『世界体操イギリス・リバプール2022』種目別決勝2日目を放送のため放送休止。
- 11月27日は『2022 FIFAワールドカップ ベルギー×モロッコ』中継（21時40分 - 翌1時）のため放送休止。
- 第8話は『フィギュアスケートグランプリファイナル2022 女子フリー&エキシビション』中継および、『FIFAワールドカップ 松木安太郎の応援宣言!』放送のため、1時間05分繰り下げて放送された（翌1:00 - 1:30）。
- 最終話（第10話）は『ポツンと一軒家 3時間スペシャル』の放送に伴う特別編成を受け、5分繰り下げて放送された（翌0:00 - 0:30）。

### 放送局（テレビドラマ）
| 放送期間                       | 放送時間                     | 放送局           | 対象地域       | 備考                                     |
| ------------------------------ | ---------------------------- | ---------------- | -------------- | ---------------------------------------- |
| 2022年10月9日 - 12月25日       | 日曜 2:30 - 3:00（土曜深夜） | テレビ朝日       | 関東広域圏     | 『ドラマL』枠 / 先行ネット               |
| 2022年10月9日 - 12月26日       | 日曜 23:55 - 翌0:25          | 朝日放送テレビ   | 近畿広域圏     | 『ドラマL』枠 / 制作局                   |
| 2022年10月9日 - 12月25日       | 日曜 10:00 -10:30            | 瀬戸内海放送     | 香川県・岡山県 | 作品の舞台地・岡山県のテレビ朝日系列局。 |
| 2022年10月22日 - 2023年1月15日 | 日曜 2:30 - 3:00（土曜深夜） | メ〜テレ         | 中京広域圏     |                                          |
| 2022年12月9日 - 2023年2月10日  | 金曜 1:20 -1:50(木曜深夜)    | 愛媛朝日テレビ   | 愛媛県         |                                          |
| 2023年3月1日 - 3月29日         | 木曜 1:40 - 2:45 (水曜深夜)  | 広島ホームテレビ | 広島県         |                                          |

| 配信開始日 | 配信時間        | 配信サイト      |
| ---------- | --------------- | --------------- |
| 2022年10月 | 日曜 23:55 更新 | TVer GYAO! Hulu |

| 朝日放送テレビ・テレビ朝日 ドラマL            | 朝日放送テレビ・テレビ朝日 ドラマL                          | 朝日放送テレビ・テレビ朝日 ドラマL                    |
| 前番組                                        | 番組名                                                      | 次番組                                                |
| --------------------------------------------- | ----------------------------------------------------------- | ----------------------------------------------------- |
| 彼女、お借りします （2022年7月3日 - 9月25日） | 推しが武道館いってくれたら死ぬ （2022年10月9日 - 12月26日） | ひともんちゃくなら喜んで! （2023年1月16日 - 3月19日） |

## 劇場版
『劇場版 推しが武道館いってくれたら死ぬ』（げきじょうばん おしがぶどうかんいってくれたらしぬ）と題してポニーキャニオン配給で2023年5月12日に公開された。
テレビドラマ版のキャストが続投して制作された。

### キャスト（劇場版）
- えりぴよ - 松村沙友理 [7]

#### ChamJam（劇場版）
- 市井舞菜 - 伊礼姫奈[7]
- 五十嵐れお - 中村里帆[7]
- 横田文 - 和田美羽[7]
- 松山空音 - MOMO（@onefive）[7]
- 伯方眞妃 - KANO（@onefive）[7]
- 水守ゆめ莉 - SOYO（@onefive）[7]
- 寺本優佳 - GUMI（@onefive）[7]

#### ChamJamのファン（劇場版）
- くまさ（れお推し）- ジャンボたかお（レインボー）[7]
- 基（空音推し） - 豊田裕大[7]
- 玲奈（舞菜推し）- 片田陽依[68]
- 田中（れお推し） - 赤松新[69]
- ふみくん（優佳推し） - 岩永ひひお[69]
- 伊藤（眞妃推し） - 末吉9太郎（CUBERS）[69]
- 近藤（ゆめ莉推し） - 森山祥伍[69]
- 相馬（空音推し） - 影山徹[69]
- 白井（文推し） - 村田優斗（世界クジラ）[69]
- 安達（東京での路上ライブ以来の空音推し） - 山下航平 [70][69]

#### ChamJamの運営スタッフ
- 吉川 - 立石ケン[69]
- 三崎 - 吹越ともみ[69]
- 室田 - 村田寛奈[69]

#### めいぷる♡どーる（劇場版）
- メイ - 喜多乃愛[69]
- 瑠璃 - 速瀬愛[69]
- ひなか - 根岸可蓮[69]

#### えりの関係者
- 咲子（えりの母） - 西山繭子[69]
- 美結（えりのバイト仲間） - あかせあかり[69]

#### その他（劇場版）
- パン屋の店長 - 渡辺慎一郎[71]
- アナウンサー（ChamJamが出演した時の司会）- 斎藤康之（KSBアナウンサー）、赤木由布子（KSBアナウンサー）[69]
- 女子高生（眞妃、ゆめ莉、舞菜との写真をSNSにアップ） - 佐藤愛桜[72]、マクダウル凛奈[69]
- 女子高生（ビル壁面ビジョンのCMに興味を持つ） - 山崎幸恵、藤原千聖
- 福富登米郎（フジモトの社長。ChamJamにCM出演を依頼） - 坂口真也[69]
- パン屋の客（さーもんぴんくパンを購入）- 名取えりか、水口緒美、石川ともみ[69]
- その他（480円Tシャツで舞菜に興味を持った人など）- 西隼人、梶川明泰、諸喜田智也、磯山椋汰、今井英二、細谷雄太、初鹿史弥[69]

### スタッフ（劇場版）
- 原作 - 平尾アウリ『推しが武道館いってくれたら死ぬ』（COMICリュウWEB／徳間書店）
- 監督 - 大谷健太郎[7]
- 脚本 - 本山久美子[7]
- 音楽 - 日向萌[7]
- 主題歌 - @onefive「Chance」（avex trax）[69]
- 劇中歌
  - ChamJam「ずっとChamJam」（ポニーキャニオン）[69][注 5]
  - ChamJam「Fall in Love」（ポニーキャニオン）[69][注 5]
  - ChamJam「私たちが武道館にいったら」（ポニーキャニオン）[69][注 5]
  - めいぷる♡どーる「＠スイーティー」（ポニーキャニオン）[69][注 6]
- 製作 -「劇場版 推しが武道館いってくれたら死ぬ」製作委員会
- 配給 - ポニーキャニオン